# بلدة واشنطن (مقاطعة غرين)
بلدة واشنطن هي بلدة مدنية في مقاطعة غرين التابعة لولاية ميزوري في الولايات المتحدة.
سميت البلدة باسم الرئيس جورج واشنطن.